# Montpellier
Montpellier (okcitanski: Montpelhièr) je grad na jugu Francuske. To je glavni grad francuske pokrajine Languedoc-Roussillon kao i francuskog departmana Hérault. Montpellier je 8. najveći grad u Francuskoj te je također najbrže rastući grad u posljednjih 25 godina.

## Stanovništvo
Grad Montpellier je 2006. godine imao 251.392 stanovnika, dok je cijelo gradsko područje imalo 600.000 stanovnika. Godine 2009. broj stanovnika Montpelliera premašio je brojku od 265.000 stanovnika.

## Zemljopis
Grad je smješten na rijekama Lez, Mosson i Verdanson, na brdovitom terenu prosječne visine od 27 metara te 10 kilometara u unutrašnjosti od mediteranske obale. Originalno ime grada bilo je Monspessulanus, što dolazi od riječi "mont pelé" ("gola brda") zbog oskudne vegetacije. Postoji i drugo tumačenje originalnog imena grada: "le mont de la colline" ("vrh brda").
Montpellier se nalazi 52 km (32 milje) od Nîmesa; 168 km (104 milje) od Marseillea; 248 km (154 milje) od Toulousea. Udaljenost od glavnog grada Francuske, Pariza, je 750 km (466 milja).
Place du Peyrou najviša je točka Montpelliera, na nadmorskoj visini od 57 metara, odnosno 190 stopa. Grad je izgrađen na dva brda: Montpellier i Montpelliéret, stoga neke od gradskih ulica imaju velike razlike u visini. Stari grad odlikuju uske ulice, što gradu daje intimno ozračje.

## Gradske četvrti
Od 2001. godine Montpellier je podijeljen na sedam gradskih četvrti koje se dijele na pod-četvrti. Svaka od tih četvrti ima svoje vijeće.

#### Gradske četvrti i pod-četvrti Montpelliera
- Centar Montpelliera - povijesni centar (Écusson), Comédie, Gares, Faubourg Boutonnet, Saint-Charles, Faubourg Saint-Jaume, Peyrou, Les Arceaux, Figuerolles, Faubourg du Courreau, Gambetta, Clémenceau, Méditerranée, boulevard de Strasbourg, Le Triangle, Polygone, Antigone, Nouveau-Monde, Parc à Ballons, Les Aubes, Les Beaux-Arts, Saint-Lazare.
- Croix-d'Argent - avenue de Toulouse, Croix d'Argent, Mas Drevon, Tastavin, Lemasson, Garosud, Mas de Bagnères, Mas Nouguier, les Sabines, Lepic, Pas du Loup, Estanove, Val-de-Crozes, Bagatelle.
- Les Cévennes - Les Cévennes, Alco, Le Petit Bard, Pergola, Saint-Clément, Clémentville, Las Rebès, La Chamberte, La Martelle, Montpellier-Village, Les Grisettes, Les Grèzes.
- Mosson - La Mosson, Celleneuve, La Paillade, les Hauts-de-Massane, Le Grand-Mail, Les Tritons.
- Hôpitaux-Facultés - Malbosc, Saint-Priest, Euromédecine, Zolad, Plan des 4 Seigneurs, Hôpitaux, IUT, Père Soulas, Universités, Vert-Bois, Hauts de Boutonnet, Aiguelongue, Justice, Parc zoologique de Lunaret, Agropolis.
- Port-Marianne - La Pompignane, Richter, Millénaire, Jacques Cœur, Consuls de Mer, Grammont, Odysseum, Montaubérou, La Méjanelle, La Mogère.
- Prés d'Arènes - Les Prés d'Arènes, Avenue de Palavas, La Rauze, Tournezy, Saint-Martin, Les Aiguerelles, Pont-Trinquat, Cité Mion.

## Povijest
Montpellier je jedan od rijetkih velikih gradova u Francuskoj bez (galsko-)romanske pozadine

#### Srednji vijek
U ranom srednjem vijeku obližnji biskupski grad Maguelone bio je veliko naselje na tome području. Grad je izgrađen u unutrašnjosti zemlje, udaljen od mediteranske obale zbog napada i pljački gusara. Grad Montpellier se prvi puta spominje u jednom pisanom dokumentu 985. godine, a osnovala ga je lokalna feudalna dinastija, grofovi od Toulousea koji su ujedinili dva zaselka i izgradili dvorac i zidove oko ujedinjenih gradova. U 10. stoljeću Montpellier postaje trgovačko središte zbog trgovačkih veza diljem Mediterana. U to vrijeme grad odlikuju bogat  židovski kulturni život te tradicija tolerancije tamošnjih kršćana prema židovima i muslimanima. Guilhem VIII. od Montpelliera 1180. osniva Medicinski fakultet koji je priznat od pape Nikole IV. Grad osniva Sveučilište 1220. koje postaje jednim od glavnih centara za nastavu medicine. Grad dolazi u posjed kraljeva Aragona 1213. godine brakom između Petra II. od Aragona i Marije od Montpelliera kad Petar II. grad dobiva kao ženin miraz. Godine 1204. Montpellier dobiva povelju slobodnog grada odlukom Petra II. i Marije od Montpelliera te ima pravo odabrati 12 konzula koji će biti na čelu grada. Nakon Aragonske krune grad postaje vlasništvo Jakova III. od Mallorce koji je grad prodao Filipu VI. 1349. godine. Razlog tome bilo je Jakovljevo prikupljanje sredstava za borbu protiv Petra IV. od Aragona. Tijekom 14. stoljeća u Montpellieru se izgrađuje prva crkva - crkva sv. Petra.
Značaj grada stalno raste te Montpellier konačno dobiva biskupa koji se preselio iz Maguelone 1536. i upravljao u susjednoj zajednici Montpelliéret.
Godine 1432. grad postaje važno gospodarsko središte na jugu Francuske sve do 1481. kada tu ulogu preuzima Marseille.

#### Vrijeme nakon reformacije
Za vrijeme reformacije u 16. stoljeću mnogi stanovnici Montpelliera postali su protestanti i grad je postao uporište protestantskog otpora protiv katoličke francuske krune. Godine 1622. kralj Luj XIII. opsjedao je grad, preuzeo ga nakon osam mjeseci te izgradio citadelu.
Nakon reformacije grad je počeo rasti te su izgrađene mnoge kuće u povijesnom dijelu grada.
Nakon Francuske revolucije Montpellier postaje glavni grad departmana Hérault.

#### Moderna povijest
Tijekom 19. stoljeća grad se razvio u industrijski centar. 1960. broj stanovnika naglo je porastao dolaskom francuskih doseljenika protjeranih iz Alžira nakon alžirskog rata za neovisnost od Francuske. Tojekom 1980-ih i 1990-ih grad je skrenuo pozornost na sebe brojnim velikim projektima, kao što su Corum a osobito četvrt Antigone.

## Vladari Montpelliera
Kroz svoju povijest Montpellier je imao 15 vladara. Petar II. od Aragona bio je vladar Montpelliera zajedno sa svojom suprugom Marijom od Montpelliera koji je nakon ženidbe grad dobio kao miraz.
| Vladar                        | Vrijeme vladavine    |
| Guilhem I. od Montpelliera    | 26. 11. 986. – 1019. |
| Guilhem II. od Montpelliera   | 1019. – 1025.        |
| Guilhem III. od Montpelliera  | 1025. – 1058.        |
| Guilhem IV. od Montpelliera   | 1058. – 1068.        |
| Guilhem V. od Montpelliera    | 1090. – 1121.        |
| Guilhem VI. od Montpelliera   | 1121. – 1146.        |
| Guilhem VII. od Montpelliera  | 1146. – 1172.        |
| Guilhem VIII. od Montpelliera | 1172. – 1202.        |
| Guilhem IX. od Montpelliera   | 1202. – 1204.        |
| Marija od Montpelliera        | 1204. – 1213.        |
| Petar II. od Aragona          | 1204. – 1213.        |
| Jakov I. od Aragona           | 1213. – 1276.        |
| Jakovames II. od Mallorce     | 1276. – 1311.        |
| Sancho od Mallorce            | 1311. – 1324.        |
| Jakovames III. od Aragona     | 1324. – 1344.        |

## Grb grada
Na grbu grada prikazana je Bogorodica koja sjedi na starinskom prijestolju te u naručju drži maloga Krista. Majka božja prikazana na ovome grbu u Monpellieru naziva se "Notre Dame des Tables". Pozadina grba je u plavoj boji kao boji grada, dok se u gornjem lijevom i desnom kutu gradskog grba nalaze bijela slova A i M. Ona su inicijali od  latinskog naziva "Ave Maria", odnosno "Zdravo Marijo".

## Glavne zanimljivosti grada
- Place de la Comédie.
- Muzej Musée Fabre.
- Jardin des plantes de Montpellier - najstariji botanički vrt u Francuskoj, osnovan 1593.
- La Serre Amazonienne, amazonski staklenik.
- Katedrala sv. Petraierrea iz 14. stoljeća.
- Slavoluk Porte du Peyrou.
- Četvrt Antigone i drugi stambeni projekti arhitekta Ricarda Bofilla iz španjolske Katalonije.
- Montpellier châteaux koji okružuju grad i koje su sagradili bogati trgovci.
- Akvadukt Saint Clément.

## Obrazovanje
Sveučilište u Montpellieru jedno je od najstarijih na svijetu. 1180. osnovan je Medicinski fakultet. Studij medicine osnovan je po uzoru na španjolske medicinske škole te je dao izvrsne liječnike. Samo Sveučilište osnovano je 1220. uz odobrenje kardinala Conrada von Uracha, dok je Sveučilište potvrđeno papinskom bulom pape Nikole IV. 1289. godine. Sveučilište je prestalo s radom tijekom francuske revolucije, ali je ponovo uspostavljeno 1896. 
Prije osnivanja Sveučilišta i priznavanja od strane pape, postojale su škole medicine, filozofije, književnosti i romanistike. Nakon toga uvodi se i škola prava koju je osnovao Placentinus, doktor s Bolonjskog sveučilišta. On je došao u Montpellier 1160. i tamo predavao u dva različita razdoblja te je i umro u tome gradu 1192.
Medicinska škola stavljena je pod upravljanje biskupa od Maguelonne 1240. godine.
Papa Nikola IV. spojio je sve postojeće škole u Montpellieru u Sveučilište te izdao bulu kojom je potvrdio Sveučilište 1289. godine. Sveučilište je stavljeno pod upravljanje biskupa, ali ustvari je uživalo veliku mjeru autonomije.
Teologija se isprva učila u samostanima u kojima su predavali Antun Padovanski, Raymond Lullus i dominikanac Bernard de la Treille. Dva pisma kralju Ivanu dokazuju da je Bogoslovni fakultet postojao u Montpellieru neovisno o samostanu u siječnju 1350. godine. Papinskom bulom iz 17. prosinca 1421. papa Martin V. dodijelio je ovome studiju dodatne ustanove te je on usko povezan s Pravnim fakultetom. U 16. stoljeću Bogoslovni fakultet nestao je na neko vrijeme, kada je za kralja Henrija II. od Francuske cijeli grad postao kalvinistički. Spomenuti studij nastavio je obavljati svoje funkciju nakon što je Luj XIII. ponovno uspostavio kraljevsku vlast u Montpellieru 1622. Nažalost, rivalstva između dominikanaca i isusovaca ozbiljno su ometala prosperitet fakulteta, no to je prekinuto tijekom revolucije. Među slavnim učenicima na fakultetu ubraja se i Francesco Petrarca koji je tamo studirao četiri godine. Od poznatih predavača tamo su predavali Guillaume de Nogaret, Guillaume de Grimoard (kasnije papa pod imenom Urban V.) te Pedro de Luna. 
Ipak, nakon 15. stoljeća ovaj fakultet počinje propadati kao i Filozofski fakultet, iako je za vrijeme Henrija IV. od Francuske na potonjem studiju predavao Casaubona.
Medicinski fakultet dugovao je svoj uspjeh Guilhemu. On je uveo niz novina od kojih su: mogućnost da svaki licencirani liječnik može ondje predavati, broj predavača nije bio ograničen, broj predavanja se umnožio te je nastava "obogaćena".
François Rabelais tamo je stvorio biološku teoriju vitalizma koju je razradio Paul Joseph Barthez (1734. – 1806.).
Francuska revolucija nije prekinula rad Medicinskog fakulteta.
Znanstveni fakulteti ponovno su osnovani 1810., kad je francuska vVVlada objavila svoju namjeru o reorganizaciji pokrajinskih sveučilišta u Francuskoj.
Grad je također domaćin škola Montpellier Business School (trgovina), École nationale de l'aviation civile (zrakoplovstvo) i EPITECH (informatička tehnologija).

## Promet
Grad Montpellier služi se željeznicom, uključujući i superbrze TGV vlakove. Glavni kolodvor je Saint Roch.
Zračna luka Montpellier-Méditerranée nalazi se na području Fréjorgues u gradu Mauguio, jugoistočno od Montpelliera.
Transports de l'agglomération de Montpellier (TaM) upravlja javnim gradskim prijevozom uključujući i tramvajsku mrežu. Linija 1 prometuje od Mossona na zapadu do Odysseuma na istoku. Linija 2 prometuje od Jacoua na sjeveroistoku do St. Jean-de-Vedasa na jugozapadu. Oni se sijeku na stanicama Gare St. Roch i Place de l'Europe te ispred Coruma. Linija 3 prometuje na relaciji Juvignac - Pérols Étang de l'Or/Lattes Centre, a linija 4 na relaciji Place Albert 1er - Saint-Denis.
Transports de l'agglomération de Montpellier (TaM) od lipnja 2007. nudi i uslugu posudbe bicikala. Tom uslugom obuhvaćeno je 1200 bicikala te 50 biciklističkih staza.

## Šport
Kroz grad Montpellier vozi se slavna biciklistička utrka "Tour de France". Također, Montpellier je dom raznih sportskih profesionalnih momčadi, poput:
- Montpellier HSC, nogometni klub koji nastupa u 1. francuskoj ligi. Klub igra na stadionu Stade de la Mosson
- Montpellier Hérault RC, ragbi klub koji nastupa u ragbijaškoj uniji. Klub je nekoć igrao na stadionu Stade Sabathé dok je danas domaćin na Stade Yves du Manoir.
- Montpellier XIII, ragbi klub koji nastupa u Elite 2 diviziji. Klub igra na stadionu Stade Sabathé.
- Montpellier Agglomération Handball, francuski rukometni klub koji nastupa u 1. francuskoj rukometnoj ligi.
- Montpellier Vipers, hokejaški klub. Klub svoje domaćinske utakmice igra u Patinoire de l'Agglomération de Montpellier u Odysseumu.
- Montpellier WPC nastupa u nacionalnoj vaterpolo ligi i europskim natjecanjima.

## Kultura
Festival de Radio France et Montpellier je ljetni festival opere i glazbe koji se održava u Montpellieru. Glazbeni festival koncentrira se na klasičnu i jazz glazbu s oko 150 kulturnih događaja, uključujući razne koncerte i filmske projekcije. Većina ovih događaja ima slobodni pristup te se odvijaju u povijesnom dijelu grada ili u modernim koncertnim dvoranama u kompleksu Le Corum. Le Corum je kulturni i kongresni centar koji raspolaže s tri gledališta.

## Gradovi prijatelji
Montpellier je zbratimljen s mnogim gradovima diljem svijeta a posljednji od njih je sicilijanski Palermo.
| - Louisville, Kentucky SAD (od 1955.) - Heidelberg, Njemačka (od 1961.) - Kos, Grčka (od 1962.) - Barcelona, Španjolska (od 1963.) - Chengdu, Kina (od 1981.) - Tiberijada, Izrael (od 1983.) |  | - Fes, Maroko (od 2003.) - Tlemcen, Alžir (od 2009.) - Betlehem, Palestina (od 2012.) - Rio de Janeiro, Brazil (od 2012.) - Sherbrooke, Quebec, Kanada (od 2013.) - Palermo, Italija (od 2016.) |

## Poznati stanovnici Montpelliera

### Poznati ljudi rođeni u Montpellieru
- Abraham ben Isaac od Narbonne (1110.  - 1179.), rabin i autor rada "Ha-Eshkol".
- Sv. Rok (1295. – 1327.), hodočasnik u Rimu, štuje se kao svetac Katoličke Crkve.
- Pierre Magnol (1638. – 1715.), botaničar i utemeljitelj koncepta postrojenja obitelji u klasifikaciji biljaka.
- Jean Jacques Régis de Cambacérès (1753. – 1824.), pravnik i državnik, autor rada "Code Napoléon".
- Guillaume Mathieu (1753. – 1837.), vojskovođa.
- Auguste Comte (1798. – 1857.), francuski matematičar i filozof, osnivač znanstvene discipline sociologije.
- Antoine Jérôme Balard (1802. – 1876.), kemičar.
- Émile Saisset (1814. – 1863.), filozof.
- Charles Bernard Renouvier (1815. – 1903.), filozof.
- Édouard Albert Roche (1820. – 1883.), astronom.
- Alfred Bruyas (1821. – 1876.), kolekcionar umjetnina.
- Alexandre Cabanel (1823. – 1889.), slikar.
- Frédéric Bazille (1841. – 1870.), slikar impresionizma.
- Léo Malet (1909. – 1996.), pisac kriminalističkih romana.
- Jeanne Demessieux (1921. – 1968.), orguljaš, pijanist, skladatelj i glazbeni pedagog.
- Juliette Gréco (1927. - ), francuska šansonijerka i glumica.
- Jean-Luc Dehaene (1940. - ), belgijski premijer.
- Rémi Gaillard (1975. - ), poznati francuski pomičarrankster.

#### Popis ostalih poznatih stanovnika Montpelliera
- François Rabelais (1493. – 1553.), tvorac biološke teorije vitalizma. Bio je student Sveučilišta u Montpellieru.
- Nostradamus (1503. – 1566.), poznati francuski vidovnjak, bio je također student Sveučilišta u Montpellieru.
- Ioan Iacob Heraclid, princ Moldove od 1561. do 1563.
- Pierre-Joseph Amoreux (1741. – 1824.), zoolog.
- Jean-Louis Michel (1785. – 1865.), majstor mačevanja, koji je živio u Montpellieru od 1830. pa do smrti.
- Gaston Darboux (1842. – 1917.), matematičar
- Jelena Savojska (1872. – 1952.), posljednja talijanska kraljica.
- Enver Hoxha (1908. – 1985.), komunistički vođa Albanije također je bio student Sveučilišta u Montpellieru.
- Alexander Grothendieck (1928. - ), matematičar.
- Nikola Karabatić (1984. - ), francuski rukometaš hrvatskog podrijetla.
- Paul Valery bio je student Sveučilišta u Montpellieru.
- Grégory Vignal (1981. - ), nogometaš Birmingham Cityja F.C.

## Ostala mjesta nazvana Montpellier
"Montpellier" se koristi kao ime drugih gradova i ulica, u čak četiri kontinenta. Mnoga mjesta u Engleskoj, Škotskoj, Walesu i Irskoj nose ime Montpellier. Varijanta pravopisa koji se koristi u ovim zemljama je "Montpelier".
U Australiji, Kanadi, Južnoj Africi i na Karibima se koristi naziv Montpelliers / Montpeliers.
Glavni grad američke savezne države Vermont nazvan je Montpelier jer su Amerikanci veoma cijenili Francuze koji su im pomagali u Ratu za neovisnost protiv britanske kolonijalne vlasti. Nekoliko drugih američkih gradova također se zove Montpelier.

## Vanjske poveznice
- Službena web stranica grada  Arhivirana inačica izvorne stranice od 20. lipnja 2006. (Wayback Machine)
- TaM - Sustav javnog prijevoza
- Web site Francisa Hannawayja o Montpellieru "Visitor in Montpellier" (engl.) (fr.)
- Montpellier i jug Francuske
- Stanovnici Montpelliera  Arhivirana inačica izvorne stranice od 6. siječnja 2008. (Wayback Machine) (fr.)
- Katolička encinklopedija Montpelliera
- Stranica posvećena Montpellieru  Arhivirana inačica izvorne stranice od 1. ožujka 2009. (Wayback Machine)

|  | Portal Francuske: pristup člancima s tematikom o Francuskoj |